# Angelique Widjaja
Angelique Widjaja (ur. 12 grudnia 1984 w Bandung) – indonezyjska tenisistka.
Jest zawodniczką praworęczną z oburęcznym backhandem. W 2004 roku klasyfikowana na 15. miejscu w światowym rankingu deblistek, a w 2003 była 55. rakietą świata. Czterokrotnie docierała do drugiej rundy turniejów wielkoszlemowych (ostatnio w Wimbledonie 2003). Ostatni start wielkoszlemowy odnotowała w US Open 2004, gdzie grała tylko w pierwszej rundzie. Jako juniorka wygrała dwa turnieje wielkoszlemowe w singlu i jeden w deblu.

## Kariera
2001 – zadebiutowała w zawodowym turnieju na Bali, z dziką kartą. Miała wtedy szesnaście lat, osiem miesięcy i osiemnaście dni, dlatego została najmłodszą zwyciężczynią tej imprezy w historii. Została szóstą zawodniczką w historii, której w debiucie udało się zwyciężyć w turnieju zawodowym kobiet, a pierwszą od 1999 roku, kiedy to w Antwerpii zwyciężyła Justine Henin. Awansowała o ponad 300 pozycji w rankingu.
2002 – awans do pierwszej setki rankingu, pierwsze deblowe zwycięstwo w Bol w parze z Tathianą Garbin. Zadebiutowała na Roland Garros, wygrywając singlowy tytuł juniorski. Po raz pierwszy wystąpiła też w zawodowym Wimbledonie i US Open. W Nowym Jorku 44 minuty zajęło jej pokonanie Anny Kurnikowej. W Pattayi wygrała drugi singlowy turniej zawodowy.
2003 – zaliczyła ćwierćfinał na Bali, tam też wygrała konkurencję deblową w parze z Marią Vento Kabchi. Dotarła do finałów gry podwójnej w Dosze oraz w Canadian Open, Madrycie i Pattayi. Deblowy ćwierćfinał w wielkoszlemowym turnieju w Londynie oraz w US Open (wszystkie wymienione z Vento Kabchi).
2004 – ćwierćfinały w Hydebardzie i na Bali; druga runda Letnich Igrzysk Olimpijskich w Atenach oraz pierwsza runda tej imprezy w deblu; ćwierćfinał debla Australian Open i US Open.
2005 – nie startowała z powodu leczenia kontuzji lewego kolana i związanej z tym rehabilitacji.
2006 – powrót na światowe korty. W lutym odpadła w pierwszej rundzie pierwszego turnieju po przerwie, w Bengaluru. Wystąpiła w 1 rundzie Pucharu Federacji (Grupa Światowa II) w reprezentacji Indonezji. W Rabacie w półfinale debla z Haną Sromovą. Lepsze wyniki zaczęła osiągać we wrześniu, dochodząc m.in. do deblowego półfinału w Kalkucie.

## Wygrane turnieje WTA

### gra pojedyncza (2)
|    | Data       | Turniej                      | Kat.          | ($)     | Naw.   | Finalistka       | Wynik          |
| 1. | 30/09/2001 | Bali, Wismilak International | Kategoria III | 225 000 | twarda | Joannette Kruger | 7:6(2), 7:6(4) |
| 2. | 10/11/2002 | Pattaya, Volvo Women’s Open  | Kategoria V   | 110 000 | twarda | Cho Yoon-jeong   | 6:2, 6:4       |

### gra podwójna (2)
|    | Data       | Turniej                       | Kat.          | ($)     | Naw.   | Partnerka          | Finalistki                     | Wynik         |
| 1. | 05/05/2002 | Bol, Croatian Bol Ladies Open | Kategoria III | 225 000 | ziemna | Tathiana Garbin    | Jelena Bowina Henrieta Nagyová | 7:5, 3:6, 6:4 |
| 2. | 08/09/2003 | Bali, Wismilak International  | Kategoria III | 225 000 | twarda | María Vento-Kabchi | Nicole Pratt Émilie Loit       | 7:5, 6:2      |

## Finały juniorskich turniejów wielkoszlemowych

### Gra pojedyncza (2)
| Końcowy wynik | Rok  | Turniej     | Nawierzchnia | Przeciwniczka     | Wynik finału  |
| Zwyciężczyni  | 2001 | French Open | Ceglana      | Ashley Harkleroad | 3:6, 6:1, 6:4 |
| Zwyciężczyni  | 2001 | Wimbledon   | Trawiasta    | Dinara Safina     | 6:4, 0:6, 7:5 |

### Gra podwójna (1)
| Końcowy wynik | Rok  | Turniej         | Nawierzchnia | Partnerka    | Przeciwniczki                    | Wynik finału  |
| Zwyciężczyni  | 2002 | Australian Open | Twarda       | Gisela Dulko | Swietłana Kuzniecowa Matea Mežak | 6:2, 5:7, 6:4 |